# Philip Abelson
Philip Hauge Abelson (27. dubna 1913, Tacoma, Washington, USA - 1. srpna 2004, Bethesda, Maryland) byl americký jaderný fyzik, fyzikální chemik, molekulární biolog a geochemik.

## Život
Vystudoval chemii a fyziku na univerzitě ve Washingtonu. Po ukončení studia pracoval v ústavu jaderné fyziky na Univerzitě v Berkeley, kde získal doktorát z jaderné fyziky.
Ve spolupráci s Edwinem McMillanem se mu v roce 1940 podařilo získat první umělý prvek, později nazvaný neptunium (atomové číslo 93).
Spolu s Rossem Gunnem vyvinul metodu, pomocí které bylo možné jednoduše separovat izotopy Uranu 235 a 238, a výraznou měrou se tak přičinil o rozvoj Projektu Manhattan.
Abelson sehrál významnou úlohu při vývoji atomových ponorek. Jako první navrhl umístění atomového reaktoru do trupu ponorky, a jeho návrh byl použit i při konstrukci první atomové ponorky na světě, USS Nautilus.
Abelson byl považován za všestranného vědce, v roce 1939 a 1946 pracoval také v oblasti biologie (zkoumal možnosti použití radioizotopů v molekulární biologii) a geologii. Kromě toho se zabýval mikrobiologií (bakteriální biosyntéza) a studoval vývoj měkkýšů analýzou aminokyselin ve fosíliích.
Od roku 1944 byl vedoucím námořního výzkumné laboratoře ve Filadelfii. Od roku 1946 do roku 1978 pracoval v Carnegie Institute of Technology ve Washingtonu, od roku 1971 byl jeho prezidentem. Od roku 1962 do roku 1985 byl vydavatelem časopisu Science.
Roku 1987 získal National Medal of Science.